# Osbert Salvin
Osbert Salvin (Finchley, 25 de Fevereiro de 1835 — 1 de Junho de 1898) foi um naturalista inglês que se notabilizou como coordenador da monumental enciclopédia em 52 volumes intitulada Biologia Centrali-Americana (1879-1915), escrita em co-autoria com Frederick du Cane Godman, na qual incluiu os conhecimentos de história natural da América Central disponíveis ao tempo.